# Erlbach
Erlbach település Németországban, azon belül Bajorországban. Lakosainak száma 1174 fő (2023. december 31.). Erlbach Zeilarn, Mitterskirchen és Wurmannsquick községekkel határos.

## Népesség
A település népessége az elmúlt években az alábbi módon változott:
| Lakosok száma | 623  | 911  | 1216 | 1200 | 1180 | 1174 | 1161 | 1151 | 1214 | 1174 |
|               | 1875 | 1950 | 1975 | 1987 | 2012 | 2014 | 2016 | 2017 | 2021 | 2023 |